# Consell Regional d'Aquitània
El Consell regional d'Aquitània (Conselh regionau d'Aquitània en occità, Conseil régional d'Aquitaine en francès, Akitaniako Eskualde Kontseilua en basc) era l'assemblea elegida que dirigia la regió francesa d'Aquitània. Estava format per 93 membres elegits cada sis anys. La seu era a Bordeus. Va desaparèixer el 31 de desembre de 2015.

## Resultats de leseleccions de 2010
| Cap de llista  | Cap de llista            | Candidatura                           | Primera volta | Primera volta | Segona volta | Segona volta | Escons | Escons |
| Cap de llista  | Cap de llista            | Candidatura                           | #             | %             | #            | %            | #      | %      |
| -------------- | ------------------------ | ------------------------------------- | ------------- | ------------- | ------------ | ------------ | ------ | ------ |
|                | Alain Rousset            | PS - PRG                              | 406.871       | 37,63         | 643.764      | 56,34        | 58     | 68,24  |
|                | Monique De Marco         | Europa Ecologia (Els Verds - PO - EA) | 105.405       | 9,75          | 643.764      | 56,34        | 58     | 68,24  |
|                | Gérard Boulanger         | FG                                    | 64.370        | 5,95          | 643.764      | 56,34        | 58     | 68,24  |
|                | Xavier Darcos            | Majoria presidencial (UMP)            | 238.367       | 22,05         | 320.102      | 28,01        | 17     | 20,00  |
|                | Jean Lassalle            | MoDem                                 | 112.737       | 10,43         | 178.852      | 15,65        | 10     | 11,76  |
|                | Jacques Colombier        | FN                                    | 89.378        | 8,27          |              |              |        |        |
|                | Philippe Poutou          | NPA                                   | 27.290        | 2,52          |              |              |        |        |
|                | Michel Chrétien          | AEI                                   | 20.952        | 1,94          |              |              |        |        |
|                | Nelly Malaty             | LO                                    | 8.519         | 0,79          |              |              |        |        |
|                | Jean Tellechea           | EAJ-PNB                               | 7.086         | 0,66          |              |              |        |        |
|                | Xavier-Philippe Larralde | EHBai                                 | 221           | 0,02          |              |              |        |        |
|                |                          |                                       |               |               |              |              |        |        |
| Inscrits       | Inscrits                 | Inscrits                              | 2.280.386     | 100,00        | 2.280.103    | 100,00       |        |        |
| Abstention     | Abstention               | Abstention                            | 1.150.299     | 50,44         | 1.073.013    | 47,06        |        |        |
| Votants        | Votants                  | Votants                               | 1.130.087     | 49,56         | 1.207.090    | 52,94        |        |        |
| Blancs et nuls | Blancs et nuls           | Blancs et nuls                        | 48.891        | 4,33          | 64.372       | 5,33         |        |        |
| Exprimés       | Exprimés                 | Exprimés                              | 1.081.196     | 95,67         | 1.142.718    | 94,67        |        |        |

La candidatura d'EHBai va demanar un vot de protesta mitjançant el vot nul, que arribà al 7,05% al País Basc del Nord en aquests comicis.

## Resultat de leseleccions de 2004
| Cap de llista | Cap de llista     | Candidatura          | primera volta | primera volta | segona volta | segona volta | escons | escons |
| Cap de llista | Cap de llista     | Candidatura          | #             | %             | #            | %            | #      | %      |
| ------------- | ----------------- | -------------------- | ------------- | ------------- | ------------ | ------------ | ------ | ------ |
|               | Alain Rousset     | PS - Les Verts - PRG | 516.392       | 38,42         | 769.893      | 54,87        | 57     | 67,1   |
|               | Xavier Darcos     | UMP                  | 247.232       | 18,40         | 469.386      | 33,46        | 21     | 24,7   |
|               | François Bayrou   | UDF                  | 215.796       | 16,06         | 469.386      | 33,46        | 21     | 24,7   |
|               | Jacques Colombier | FN                   | 153.859       | 11,45         | 163.731      | 11,67        | 15     | 8,2    |
|               | Jean Saint-Josse  | CPNT                 | 96.925        | 7,21          |              |              |        |        |
|               | Annie Guilhamet   | PCF                  | 58.485        | 4,35          |              |              |        |        |
|               | Martine Mailfert  | LO - LCR             | 55.215        | 4,11          |              |              |        |        |
|               |                   |                      |               |               |              |              |        |        |
| Inscrits      | Inscrits          | Inscrits             | 2.138.006     | 100,0         | 2.138.023    | 100,0        |        |        |
| Abstenció     | Abstenció         | Abstenció            | 724.394       | 33,88         | 666.627      | 31,19        |        |        |
| Votants       | Votants           | Votants              | 1.413.612     | 66,12         | 1.471.396    | 68,81        |        |        |
| Blancs i nuls | Blancs i nuls     | Blancs i nuls        | 69.708        | 4,93          | 68.348       | 4,64         |        |        |
| Vàlids        | Vàlids            | Vàlids               | 1.343.904     |               | 1.403.010    |              |        |        |

## Presidents del Consell Regional
- Jacques Chaban-Delmas (1974-1979)
- André Labarrère (1979-1981)
- Philippe Madrelle (1981-1985)
- Jacques Chaban-Delmas (1985-1988)
- Jean François-Poncet (1988-1988)
- Jean Tavernier (1988-1992)
- Jacques Valade (1992-1998)
- Alain Rousset (1998-2015)